# 아라비아늑대
아라비아늑대(학명: Canis lupus arabs, 영어: Arabian wolf) 또는 아랍늑대는 늑대의 아종 중 하나로 아라비아 반도, 이스라엘 남부, 이라크 남부와 서부, 오만, 예멘, 요르단, 사우디아라비아, 이집트의 시나이반도에 서식하고 있다.

## 특징 및 적응
아라비아늑대는 사막에 서식하고 있는 종이 어깨높이가 66cm이고 평군 무게가 18kg으로 작은 크기의 종이다. 이 늑대의 귀는 몸의 열을 분산시키기 위한 적응으로 다른 종에 비해 신체 비례보다 더 크다. 또한, 아라비아늑대는 큰 무리를 지어 다니지 않고 쌍이나 약 서너 마리가 무리를 지어 사냥한다. 그러나, 가끔 12마리로 이루어진 거대 무리도 발견되고 있다. 이 종은 특이하며 우는 소리는 잘 알려지지 않았다. 이 늑대는 여름에 짧고 얇은 털을 가지고 있지만 머리 뒤쪽에 긴 털이 약간씩 남아 있다. 이 털은 아마도 태양 복사를 막기 위해서라고 생각한다. 겨울철 털은 북부에 서식하는 아종만큼 길지는 않지만 여름 털보다는 길다. 이 늑대는 아프리카들개(Lycaon pictus)와 비슷한 특성을 지닌 회색늑대 사이에서 고유의 두 발가락이 융합된 발을 가지고 있다. 이는 인도늑대의 엷은 색의 털과 작은 크기와 비례하는 작은 머리와는 구별된다.

## 식습관

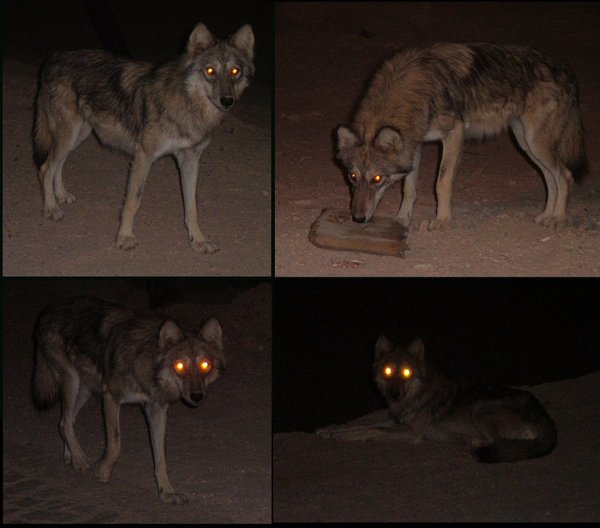
이스라엘 아라바흐 사막 남부의 떠돌이 아라비아늑대(겨울철 털).

아라비아늑대는 염소 크기 이상의 모든 가축들을 공격한다. 이 결과 농부들은 총이나 독, 덫 등으로 사냥하기 시작했다. 또한, 아라비아늑대는 토끼, 설치류, 유제류, 부육 등도 섭취한다.
이 늑대는 인간의 가축과 부육 등을 섭취하지만 케이프토끼, 도르카스가젤, 염소 등 중간 크기의 동물을 잘 사냥한다.

## 현재 상태
- 오만에서는 사냥 금지법 재정 이후 늑대 개체수가 증가하고 있으며, 상대적으로 단기간에 특정 장소에서 자연스러운 복원이 가능하다.
- 이스라엘에서는 네게브 사막과 아브라흐 사막에서 약 100~150마리가 서식하고 있다.
- 이라크에서는 늑대 개체수 증가로 마을과 농민에게 문제가 되고 있으며, 이라크 마을과 도시에서 더욱 공격적으로 변하고 있다.[7]